# Kassina lamottei
Espèce
Statut de conservation UICN

 VU B1ab(iii)+2ab(iii) : Vulnérable
Kassina lamottei est une espèce d'amphibiens de la famille des Hyperoliidae.

## Répartition
Cette espèce est endémique de Côte d'Ivoire. Elle se rencontre dans les régions des Dix-Huit Montagnes, du Moyen-Cavally et du Bas-Sassandra,. Sa présence est incertaine en Guinée et au Liberia.

## Étymologie
Cette espèce est nommée en l'honneur de Maxime Lamotte.

## Publication originale
- Schiøtz, 1967 : The treefrogs (Rhacophoridae) of West Africa. Spolia Zoologica Musei Hauniensis, København, vol. 25, p. 1-346.